# Le Cœur enseveli
Le Cœur enseveli (ou Piège en profondeur : Cave In) est un film américano-néo-zélandais réalisé par Rex Piano, sorti directement en vidéo en 2003.

## Synopsis
Quand quatre hommes se retrouvent pris au piège au fond d'une mine après que les parois se soient effondrées, Pat Bogan met tout en œuvre pour les en sortir. Si cette mission lui tient particulièrement à cœur, c'est parce que son mari et son fils font partie des victimes.

## Distribution
- Mimi Rogers : Pat Bogen
- Ted Shackelford : Le chef Bogen
- Bruce Allpress : Cappy Shuster
- Paul Gittins : Mac

## Tournage
Le film a été tourné à Auckland en Nouvelle-Zélande.